# Five Nights at Freddy's: Tales from the Pizzaplex
Five Nights at Freddy's: Tales from the Pizzaplex é uma série antológica de romances de terror e mistério da franquia Five Nights at Freddy's. Os livros são escritos por Scott Cawthon com vários autores e publicados pela Scholastic Inc. Revelada pela primeira vez em 14 de outubro de 2021, a série começou em 19 de julho de 2022 com o lançamento do primeiro livro - Lally's Game - e continuará lançando volumes a cada poucos meses.

## Estrutura
Seguindo a mesma fórmula da série Fazbear Frights, cada livro contém três curtas histórias de terror junto com um epílogo. Desta vez, no entanto, apresenta personagens, locais e outros elementos de Five Nights at Freddy's: Security Breach e alguns dos jogos anteriores, juntamente com novos conceitos e personagens. É declarado na sinopse inicial dos livros que as histórias se passam no mundo dos "jogos mais recentes", embora não seja totalmente final.

## Lista de livros
| Livro | Nome                      | Primeira História | Segunda História       | Terceira História  | Data de lançamento original |
| ----- | ------------------------- | ----------------- | ---------------------- | ------------------ | --------------------------- |
| 1     | Lally's Game              | Frailty           | Lally's Game           | Under Construction | 19 de julho de 2022         |
| 2     | HAPPS                     | Help Wanted       | HAPPS                  | B-7                | 20 de setembro de 2022      |
| 3     | Somniphobia               | Somniphobia       | Pressure               | Cleithrophobia     | 6 de dezembro de 2022       |
| 4     | Submechanophobia          | Submechanophobia  | Animatronic Apocalypse | Bobbiedots, Part 1 | 27 de dezembro de 2022      |
| 5     | The Bobbiedots Conclusion | GGY               | The Storyteller        | Bobbiedots, Part 2 | 7 de março de 2023          |
| 6     | Nexie                     | Nexie             | Drowning               | The Mimic          | 2 de maio de 2023           |
| 7     | Tiger Rock                | Tiger Rock        | The Monty Within       | Bleeding Heart     | 18 de julho de 2023         |
| 8     | B7-2                      | B7-2              | Alone Together         | Dittophobia        | 3 de outubro de 2023        |